# Línea 47 (Asunción)
La Línea 47 de colectivos de Asunción es una línea de autobuses perteneciente a la Empresa Automotores Guaraní S.R.L. (también propietaria de la línea 15), y regulado por el Viceministerio de Transporte, dependencia del Ministerio de Obras Públicas y Comunicaciones (MOPC) Archivado el 19 de diciembre de 2013 en Wayback Machine.. Atraviesa por distintos puntos de Gran Asunción, con sus distintos ramales. 

## Recorrido

### Ramal IPS
IDA: General Genes, Teniente Nicasio Insaurralde, Teniente Leandro Pineda, Fulgencio Yegros, Manuel Domínguez, General Elizardo Aquino, General Genes, Acceso Sur, Av. Bernardino Caballero, Acceso Sur, Cabo Dionisio Comet, 10 de agosto, Santa Rosa, Teniente Galearzzi, 9 de agosto, Acceso Sur, Av. Fernando de la Mora, Av. Médicos del Chaco, Av. Choferes del Chaco, Máximo Lira, Av. Santísimo Sacramento, Av. Santísima Trinidad, Av. Artigas. Jardín Botánico.
VUELTA: Por Av. Primer Presidente, Av. Santísimo Sacramento, Máximo Lira, Av. Choferes del Chaco, Av. Médicos del Chaco, Av. Fernando de la Mora, Acceso Sur, Ytororó, Cabo Dionisio Comet, Acceso Sur, Av. Bernardino Caballero, Acceso Sur, General Genes, Teniente Nicasio Insaurralde, Teniente Leandro Pineda, Fulgencio Yegros, Manuel Domínguez, General Elizardo Aquino, General Genes, Parada.

### Ramal Potrerito - Clínicas
IDA: General Genes, Teniente Nicasio Insaurralde, Teniente Leandro Pineda, Fulgencio Yegros, Manuel Domínguez, General Elizardo Aquino, Avenida Mariscal José Félix Estigarribia, Avenida Defensores del Chaco, San Pedro, Asunción, Avenida General Bernardino Caballero, Acceso Sur, Cabo Dionisio Comet, 10 de agosto, Santa Rosa, Teniente Galearzzi, 9 de agosto, Acceso Sur, Avenida Fernando de la Mora, Avenida República Argentina, Doctor Agustín Goiburú, Nazareth, Avenida Eusebio Ayala, Panuncio Espínola, Mayor Graciano Barboza, Avenida Rodríguez de Francia, Ygatimí, Colón, Avenida Carlos Antonio López, Dr. Paiva, Alférez Silva, Vuelta.
Vuelta: Alférez Silva, Ygatimí, Avenida Rodríguez de Francia, Ana Díaz, Año 1811, Avenida Eusebio Ayala, Avenida República Argentina, Avenida Fernando de la Mora, Acceso Sur, Ytororó, Cabo Dionisio Comet, Acceso Sur, Avenida General Bernardino Caballero, Avenida Defensores del Chaco, Avenida Mariscal José Félix Estigarribia, Teniente Leandro Pineda, Teniente Nicasio Insaurralde, General Genes, Parada.

## Puntos de Interés
- Monumento a la Batalla de Ytororó.
- Paraguay Refrescos S.A. (Coca Cola).
- Terminal de Ómnibus de Asunción (TOA).
- Penitenciaría Nacional de Mujeres "El buen Pastor".
- Iglesia y Cementerio de La Recoleta.
- Instituto de Previsión Social.
- Supermercado Ycuá Bolaños.
- Jardín Botánico y Zoológico de Asunción.
- Mercado Municipal N.º 4
- Palacio de Justicia de Asunción.